# Áramsűrűség
Az elektromos áramsűrűség a vezető egységnyi felületén a felületre merőleges irányban áthaladó elektromos áram nagysága, feltételezve, hogy a vezetőben az áram eloszlása egyenletes. Másképpen az áramsűrűség az egységnyi felületen a rá merőleges irányban időegység alatt áthaladó töltésmennyiséggel egyenlő, egyenletes árameloszlás mellett.
A gyakorlatban legtöbbször hosszukhoz képest kis átmérőjű vezetőkben végbemenő elektromos töltésáramlással találkozunk, melynek jellemzésére elegendő az áram erősségének ismerete. Ha azonban az elektromos áramlás nem vezetőszálban, hanem kiterjedt vezetőben vagy vákuumban jön létre, vagy ha az áram nagyfrekvenciás, akkor szükséges lehet annak ismerete, hogy annak a felületnek, amelyiken az áram áthalad, melyik részén intenzívebb az elektromos töltések áramlása. Ennek az intenzitásnak a leírására szolgál az elektromos áramsűrűség.

## Értelmezése
Az átfolyó áram felmelegíti a vezetőt. Ennek hatására károsodás léphet fel, és/vagy megváltozhatnak tulajdonságai. Különféle vezetőknek más a fajlagos ellenállása, és így a rajta átfolyó áram hatására fellépő feszültségesése, közvetve a keletkezett hő mértéke. Ezért a különféle vezetőanyagokra más a megengedhető áramsűrűség nagysága. Másrészről a megengedhető áramsűrűség függ a hűtési viszonyoktól. A keletkezett hőt el kell disszipálni. Nyilvánvalóan más a hűtése egy szabad vezetéknek, és más egy tekercsnek.
Az elektromos áramsűrűség a vezető egységnyi felületén a felületre merőleges irányban áthaladó elektromos áram nagysága, feltételezve, hogy a vezetőben az áram eloszlása egyenletes. Másképpen az áramsűrűség az egységnyi felületen a rá merőleges irányban időegység alatt áthaladó töltésmennyiséggel egyenlő, egyenletes árameloszlás mellett:
{\displaystyle \mathrm {j} ={\frac {\mathrm {I} }{\mathrm {A} }}\ }, ahol j az áramsűrűség, I az áramerősség, A a felület (keresztmetszet) nagysága.
Nem egyenletes árameloszlás esetén, ha a vezető keresztmetszetén az áramlás irányára merőlegesen felvett kicsiny ΔA felületelemén ΔI erősségű áram folyik át, akkor j áramsűrűségen a ΔI/ΔA hányados határértékét értjük:
{\displaystyle \mathrm {j} =\lim \limits _{\Delta A\to 0}{\frac {\Delta I}{\Delta A}}} {\displaystyle ={\frac {\mathrm {d} I}{\mathrm {d} A}}\ }

Ha a vezetőből kiválasztunk egy x hosszúságú és A keresztmetszetű téglatestet (x az áram irányába esik; A rámerőleges), akkor a következő egyenletek írhatók fel:
- V=x·A, ahol V a téglatest térfogata, x a hosszúsága, A a keresztmetszetének felülete
- {\displaystyle j={\frac {I}{A}}\ }, ahol j az áramsűrűség, I az áramerősség, A a téglatest keresztmetszetének felülete
- {\displaystyle I={\frac {Q}{t}}\ }, ahol I az áramerősség, Q a töltés, t a Q töltéseknek az A keresztmetszeten való áthaladásának időtartama

Az előző egyenletekből következik: {\displaystyle j={\frac {I}{A}}\ } {\displaystyle ={\frac {Q}{tA}}\ } {\displaystyle ={\frac {xQ}{tV}}\ } Tehát j = vρ, ahol {\displaystyle v={\frac {x}{t}}\ } a töltéshordozók mozgásának sebessége és {\displaystyle \rho ={\frac {Q}{V}}\ } a töltéssűrűség. Tehát az áramsűrűség megadható a töltéshordozók sebességének és a töltéssűrűség szorzataként is.

## Fizikai jellemzői
Az áramsűrűség tehát:
- Megmutatja az áramlás irányára merőlegesen felvett egységnyi keresztmetszeten átfolyó áram erősségét
- Egy vektor, melynek iránya minden pontban megegyezik a pozitív töltések valóságos vagy elképzelt mozgásirányával
- Mértékegysége (nemzetközi mértékrendszerben, SI-ben): A/m² – Amper/négyzetméter, használatosak meg ennek decimális többszörösei: MA/m², kA/m², A/mm², A/cm². Mértékegység meghatározása: 1 A/m² az elektromos áramsűrűség, ha az áramlás irányára merőleges 1 m² keresztmetszeten 1 A erősségű áram folyik át. A hétköznapi gyakorlatban előforduló villamos vezetőknél (átlagos kábelek, hosszabbító, stb.) az áramsűrűség az A/mm2 nagyságrendbe esik. De ilyesmivel leginkább csak a villamos tervezők számolnak, a hétköznapi életben az átlagemberek nem foglalkoznak konkrét áramsűrűség értékekkel.

- Jelölése: j
- Számítása, nagysága: egyenletes árameloszlás esetén j=I/A, nem egyenletes árameloszlás esetén j=dI/dA

## A gyakorlatban
Ahogyan fentebb is említettük: az áramjárta anyagokat az áram felmelegíti. A keletkező hő mennyisége függ egyrészt attól, hogy milyen anyagról beszélünk (vas, réz, arany, stb.), másrészt pedig függ attól, hogy milyen nagyságú az átfolyó áram. A tényleges felmelegedés pedig attól függ e kettőn felül, hogy a keletkezett hő mennyire könnyen tud a környezetbe távozni az anyagból, mennyire könnyen tud hűlni.
Vagyis ha azt szeretnénk, hogy egy biztonságos szint alatt maradjon a hőtermelődés és biztosan ne keletkezzen annyi hő ami elérheti egy esetleges tűz gyulladási hőmérsékletét akkor az áramsűrűséget az adott méretű vezetékre vagy kábelre az adott környezetben meghatározott maximális megengedhető érték alatt kell tartani. Kis fogyasztók esetében (pl. egy íróasztali lámpa) vékonyabb kábel lehet megfelelő de nagyteljesítményű, nagy áramot felvevő fogyasztók esetében (hősugárzó, elektromos tűzhely) mindenképpen vastag(abb)ra van szükség. Hogy milyen esetben mekkorára arra jól lefektetett szakmai szabályok vannak.
Egy átlagos lakásban vagy irodában található, manapság tipikusnak mondható, rézből készült villamos vezetékek esetében a 0,75-6 mm2 közötti vezető keresztmetszetű vezetékek a leggyakoribbak.
Jellemzően a vékony vezetéken kisebb, a vastagabb vezetéken nagyobb maximális áram haladhat át anélkül, hogy az túlzottan felmelegedne. A villamos hálózatokat úgy tervezik meg és építik ki, hogy a vezetékekben kialakuló áramsűrűség mindig biztonságos értékű legyen, ha esetleg a megengedett fölé menne akkor a megfelelő védelmek működésbe lépnek. (Ha túlterhelnénk a hálózatot akkor "lemegy a biztosíték".) Vagyis nem csak az esetleges meghibásodástól védenek a védelmek hanem az akaratlan túlterhelésektől is.
Manapság szintén gyakori még, bár folyamatosan csökkenő arányban vannak jelen a régebben elterjedten alkalmazott alumínium anyagú vezetékek és kábelek. Ezek esetében a megengedett áramsűrűség alacsonyabb mint a réz anyagú vezetékeknél, mert az alumínium bár jó vezető de a réznél kevésbé jó. (Ha minden másban meg is egyezik egy rézből és egy alumíniumból készült vezeték, az utóbbi jobban melegszik áram hatására.) Vagyis kisebb áramot lehet átereszteni rajta, ha azonos, még biztonságos mértékű melegedés a cél. → Azonos körülmények között azonos célra vastagabb alumínium vezeték a megfelelő.
A vezetékekre vonatkozó megengedett legnagyobb áramsűrűséget a tűzesetek megelőzésére a villamos tervezéseben és kivitelezésben figyelembe kell venni és mindig figyelembe is veszik.